# سیارک ۵۲۸

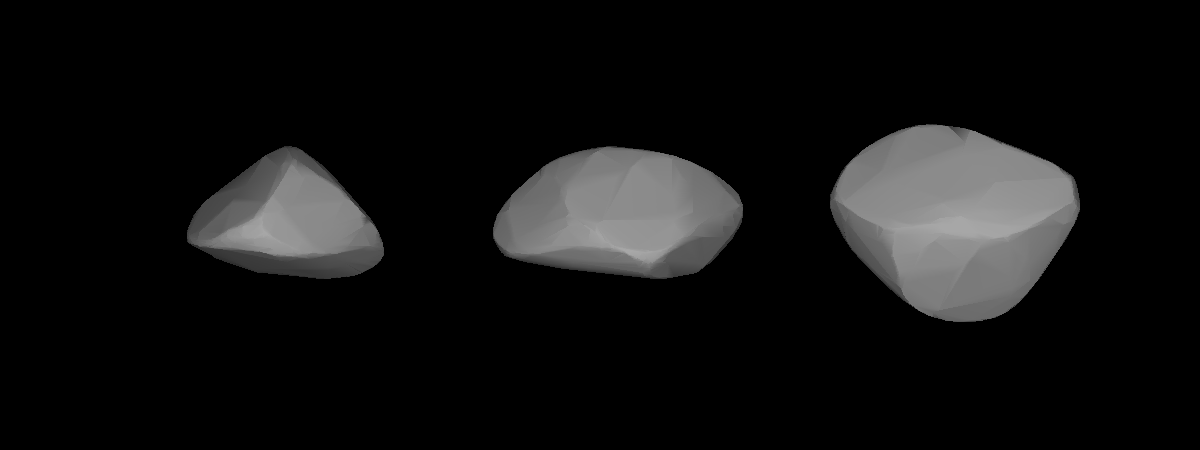
مدل سه‌بُعدی سیارک ۵۲۸ بر طبق منحنی نور آن

سیارک ۵۲۸ (به انگلیسی: 528 Rezia، نامگذاری:1904NS) پانصد و بیست و هشتمین سیارک کشف شده‌است که در ۲۰ مارس ۱۹۰۴ و در هایدلبرگ کشف شد.
قدر مطلق سیارک برابر ۹٫۱۴ است.